# بونجی مسکی
بونجی مسکی، روستایی در دهستان کنگان بخش مرکزی شهرستان جاسک در استان هرمزگان ایران است.

## جمعیت
بر پایه سرشماری عمومی نفوس و مسکن در سال ۱۳۹۵، جمعیت این روستا برابر با ۷۴۸ نفر (۱۷۶ خانوار) بوده‌است.